# Банан (атракціон)

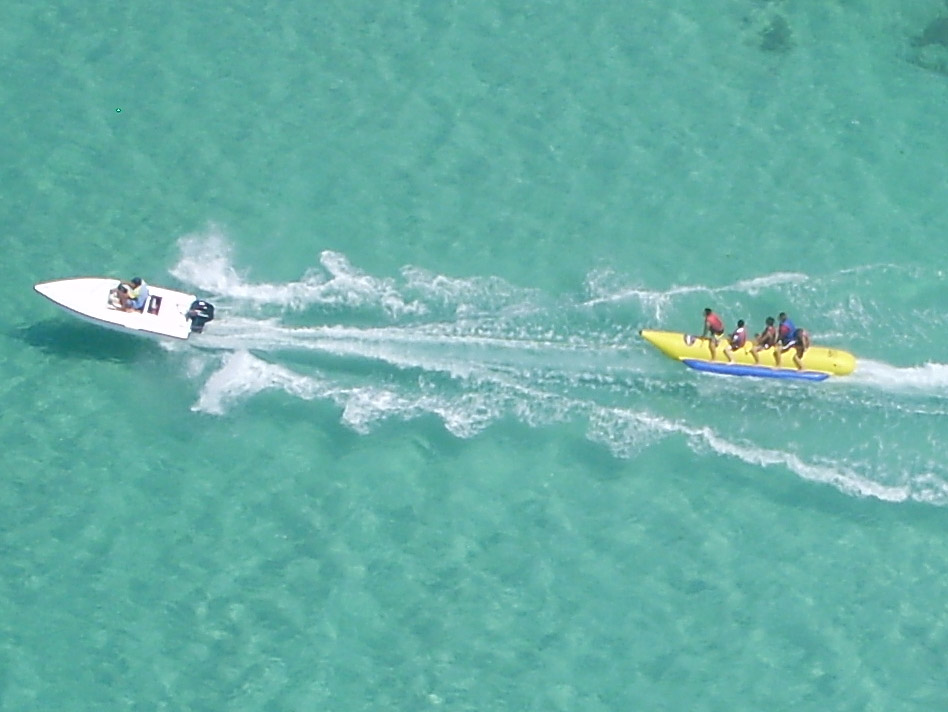
Катання на «банані»

Банан — надувний плавзасіб, що нагадує формою банан, яке розганяється катером або гідроциклом і буксується для розваги на морських і озерних курортах. Учасники атракціону сідають на велику надувну трубу, яка спирається на дві труби меншого діаметра, які необхідні для підтримки рівноваги. При розгоні банана вони виявляються набагато ближче до води, ніж в аналогічних атракціонах. Популярний також як дитячий відпочинок. Банан часто включається в комплект яхт. Часто входить в програму відпочинку на морських курортах. Більшість моделей вміщають від трьох до десяти учасників. Існують також «катамарани» з двома трубами. Традиційно банани мають жовте забарвлення. Деяким навмисно надається форма банана.
Є два види катання на банані: з переворотами і без переворотів.